# Pseudobagarius similis
Pseudobagarius similis är en fiskart som först beskrevs av Ng och Kottelat, 1998.  Pseudobagarius similis ingår i släktet Pseudobagarius och familjen Akysidae. IUCN kategoriserar arten globalt som livskraftig. Inga underarter finns listade i Catalogue of Life.